# Volstroff
Volstroff és un municipi francès situat al departament del Mosel·la i a la regió del Gran Est. L'any 2007 tenia 1.461 habitants.

## Demografia

### Població
El 2007 la població de fet de Volstroff era de 1.461 persones. Hi havia 543 famílies, de les quals 86 eren unipersonals (33 homes vivint sols i 53 dones vivint soles), 188 parelles sense fills, 232 parelles amb fills i 37 famílies monoparentals amb fills.
La població ha evolucionat segons el següent gràfic:
Habitants censats

### Habitatges
El 2007 hi havia 568 habitatges, 546 eren l'habitatge principal de la família, 5 eren segones residències i 16 estaven desocupats. 527 eren cases i 39 eren apartaments. Dels 546 habitatges principals, 494 estaven ocupats pels seus propietaris, 45 estaven llogats i ocupats pels llogaters i 7 estaven cedits a títol gratuït; 2 tenien una cambra, 12 en tenien dues, 23 en tenien tres, 123 en tenien quatre i 385 en tenien cinc o més. 487 habitatges disposaven pel capbaix d'una plaça de pàrquing. A 194 habitatges hi havia un automòbil i a 336 n'hi havia dos o més.

### Piràmide de població
La piràmide de població per edats i sexe el 2009 era:
| Homes | Edats   | Dones |
| ----- | ------- | ----- |
| 0     | 95 o +  | 0     |
| 0     | 90 a 94 | 4     |
| 4     | 85 a 89 | 4     |
| 0     | 80 a 84 | 4     |
| 4     | 75 a 79 | 8     |
| 16    | 70 a 74 | 4     |
| 44    | 65 a 69 | 24    |
| 32    | 60 a 64 | 40    |
| 36    | 55 a 59 | 32    |
| 60    | 50 a 54 | 48    |
| 68    | 45 a 49 | 36    |
| 80    | 40 a 44 | 112   |
| 36    | 35 a 39 | 48    |
| 40    | 30 a 34 | 40    |
| 32    | 25 a 29 | 36    |
| 56    | 20 a 24 | 20    |
| 64    | 15 a 19 | 68    |
| 52    | 10 a 14 | 60    |
| 40    | 5 a 9   | 32    |
| 48    | 0 a 4   | 32    |

## Economia
El 2007 la població en edat de treballar era de 976 persones, 719 eren actives i 257 eren inactives. De les 719 persones actives 663 estaven ocupades (347 homes i 316 dones) i 57 estaven aturades (32 homes i 25 dones). De les 257 persones inactives 93 estaven jubilades, 84 estaven estudiant i 80 estaven classificades com a «altres inactius».

### Ingressos
El 2009 a Volstroff hi havia 522 unitats fiscals que integraven 1.440,5 persones, la mediana anual d'ingressos fiscals per persona era de 20.043 €.

### Activitats econòmiques
Dels 19 establiments que hi havia el 2007, 1 era d'una empresa extractiva, 1 d'una empresa de fabricació de material elèctric, 4 d'empreses de fabricació d'altres productes industrials, 2 d'empreses de construcció, 3 d'empreses de comerç i reparació d'automòbils, 1 d'una empresa de transport, 2 d'empreses d'hostatgeria i restauració, 1 d'una empresa de serveis, 3 d'entitats de l'administració pública i 1 d'una empresa classificada com a «altres activitats de serveis».
Dels 5 establiments de servei als particulars que hi havia el 2009, 1 era una autoescola, 1 paleta, 1 fusteria i 2 restaurants.
L'any 2000 a Volstroff hi havia 16 explotacions agrícoles que ocupaven un total de 1.298 hectàrees.

## Equipaments sanitaris i escolars
El 2009 hi havia una escola elemental.

## Poblacions més properes
El següent diagrama mostra les poblacions més properes.